# Polly Bergen
Nellie Paulina 'Polly' Burgin (Knoxville, 14 juli 1930 – Southbury (Connecticut), 20 september 2014) was een Amerikaans actrice. Ze werd in 1964 genomineerd voor een Golden Globe voor haar hoofdrol als Lorna Melford in de dramafilm The Caretakers. Bergen kreeg in 1958 daadwerkelijk een Primetime Emmy Award toegekend voor haar spel in The Helen Morgan Story, een aflevering van de anthologieserie Playhouse 90. Voor dezelfde prijs werd ze opnieuw genomineerd in zowel 1983 (voor haar bijrol als Rhoda Henry in de miniserie The Winds of War), 1989 (bijrol als Rhoda Henry in de miniserie War and Remembrance) als 2008 (gastrol als Stella Wingfield in de dramaserie Desperate Housewives). Zij was ook een gerenommeerde zangeres en nam verscheiden albums op voor Columbia. o.a. "Little girl blue" - Four seasons of love" - Magic hour" - "My heart sings".

## Filmografie
*Exclusief 20+ televisiefilms
| - Struck by Lightning (2012) - A Very Serious Person (2006) - Paradise, Texas (2005) - Once Upon a Time... When We Were Colored (1995) - The Surrogate (1995, televisiefilm) - Dr. Jekyll and Ms. Hyde (1995) - Cry-Baby (1990) - Making Mr. Right (1987) - A Guide for the Married Man (1967) - Kisses for My President (1964) - Move Over, Darling (1963) - The Caretakers (1963) | - Cape Fear (1962) - Escape from Fort Bravo (1953) - Arena (1953) - Fast Company (1953) - Cry of the Hunted (1953) - The Stooge (1952) - Warpath (1951) - That's My Boy (1951) - At War with the Army (1950) - The Men (1950) - Across the Rio Grande (1949) - Champion (1949) |

## Televisieseries
*Exclusief eenmalige gastrollen
- Desperate Housewives - Stella Wingfield (2007-2011, tien afleveringen)
- Commander in Chief - Kate Allen (2005-2006, tien afleveringen)
- Twice in a Lifetime - Judge Deborah (1999, twee afleveringen)
- Baby Talk - Doris Campbell (1991-1992, 23 afleveringen)
- War and Remembrance - Rhoda Henry (1988-1989, twaalf afleveringen - miniserie)
- The Winds of War - Rhoda Henry (1983, zeven afleveringen - miniserie)
- The Love Boat - Dana Pierce (1982, twee afleveringen)
- The Red Skelton Show - Verschillende (1966-1967, twee afleveringen)
- Star Stage - Verschillende (1956, twee afleveringen)
- Schlitz Playhouse of Stars - Verschillende (1952, twee afleveringen)

## Privé
Bergen was drie maal getrouwd. Met haar tweede man adopteerde ze twee kinderen: een dochter en een zoon.
De actrice overleed in haar huis in Southbury op 20 september 2014. Ze leed aan longemfyseem.
- Biblioteca Nacional de España: XX1712999
- Bibliothèque nationale de France: cb14008646m (data)
- Gemeinsame Normdatei: 143461370
- International Standard Name Identifier: 0000 0001 1472 9503
- Library of Congress Control Number: n93013302
- MusicBrainz: 72883e47-8f11-4c65-982a-c9db50b3a7b8
- Nationale Bibliotheek van Tsjechië: xx0151130
- Nederlandse Thesaurus van Auteursnamen: 262629127
- SNAC: w63n42k8
- Système universitaire de documentation: 066639786
- Virtual International Authority File: 55819628
- WorldCat: E39PBJyRrWrdpTT4qFfBjpYHG3